# Trygve Kjensli
Trygve Kjensli (Oslo, 26 gennaio 1972) è un arbitro di calcio norvegese.